# Horváth István (népdalénekes)
Horváth István, ismert művésznevén Horváth Pista (Tiszakeszi, 1941 – Budapest, 1998. június 17.) cigányzenész, népdalénekes. Legismertebb dala a Hej, rigó, rigó volt.

## Élete
Anyja Farkas Ilona, apja Farkas Vilmos. Anyja férjhez ment, Körömbe ezek után felvette a Horváth nevet. Így Horváth Pista felvette anyja vezetéknevét, azaz a Horváth-ot. Világi vagy Világhi Erzsébettel énekelt, Tótkomlóson. Beceneve Bruncik volt, családja sokszor így hívta. 
Felesége, Rózsika 2 lánya született, Rózsika és Annamária.  Budapestre költöztek, ahol Horváth csőszerelőként dolgozott. Csűry Edit nótaénekes egy rendezvényen fedezte fel. 1968-ban megnyerte a Magyar Televízió Nyílik a rózsa versenyét, ekkor lett országosan ismert előadóvá. Rendszeresen szerepelt Bangó Margittal és Kovács Apollóniával közös műsorokban. Közel hetven lemezt adott ki, melyek összesen több millió példányban keltek el. Betegsége miatt 1996-ban visszavonult. 1998-ban hunyt el AIDS-ben.